# الأرانب المشاكسة (مسلسل)
الأرانب المشاكسة في إم بي سي 3 ونتفليكس، أو غزو الرابيدز في نكلوديون العربية (بالفرنسية: Les Lapins Crétins Invasion، بالإنجليزية: Rabbids Invasion)، مسلسل رسوم متحركة أمريكي من إنتاج شركة نكلوديون، استوديوهات نكلوديون للرسوم المتحركة وبتعاون مع شركة يوبي سوفت (Ubisoft) وبدأ عرضه في 3 من أغسطس 2013 حتى الآن ويعرض حاليا مسلسل الأرانب المشاكسة على قناة نكلوديون وعلى قناة فرنسا 3 ويتألف المسلسل حاليا من 30 حلقة حتى الآن ومن 2 من المواسم، وأعلن عن لعبة الفيديو الخاصة بالمسلسل في نوفمبر 2014 على البلاي ستيشن 4 وإكس بوكس 360 وإكس بوكس ون باسم Rabbids Invasion : The Interactive Tv Show ويعتبر هذا المسلسل من مسلسلات نكلوديون خلال العام 2013م.

## روابط خارجية
- غزو الرابيدز على موقع IMDb (الإنجليزية)
- غزو الرابيدز على موقع نتفليكس (الإنجليزية)
- غزو الرابيدز على موقع كينوبويسك (الروسية)
- غزو الرابيدز على موقع ألو سيني (الفرنسية)
- غزو الرابيدز على موقع قاعدة بيانات الفيلم (الإنجليزية)